# 葉士賓
葉士賓（1532年—？），字尚賓，號瞻梅，福建興化府莆田縣人，民籍，明朝政治人物。

## 生平
嘉靖三十四年（1555年）乙卯科福建鄉試第七十八名舉人。嘉靖四十一年（1562年）中式壬戌科會試第五名，二甲第六十名進士。官至户部郎中。

## 家族
曾祖葉體儀，贈右參政；祖父葉忠，贈工部主事 加贈右參政；父葉珩，貴州左布政使。嫡母陳氏（封淑人）；生母林氏。永感下。侄子葉九金，隆慶戊辰進士。